# Іан Пратт
Іан Пратт — співзасновник компаній XenSource та Bromium. До переходу у компанію XenSource, Пратт працював старшим викладачем комп'ютерної лабораторії Кембриджського університету.

## Життєпис
У 2007 році Citrix Systems поглинає XenSource за $500 мільйонів, а Пратт стає Віце-президентом з передових продуктів та CTO (Технічним директором) у Citrix.
У 2010 році Пратт разом з Гауравом Банга (вихідцем з PhoenixTechnologies), та Саймоном Кросбі (колега Пратта по XenSource та Citrix, та вихідець з Intel), засновують компанію Bromium. В 2015 році Пратт займає посаду CEO у цій компанії.